# Orianthi
Orianthi Penny Panagaris (Adelaide (Austràlia), 22 de gener de 1985), coneguda com a Orianthi, és una músic, cantant i compositora australiana que va assajar el 2009 amb Michael Jackson per preparar la seva sèrie de concerts This Is It, i va actuar amb la banda de gira d'Alice Cooper.
El seu primer àlbum, According to You, de 2009, va assolir el número 3 al Japó, el número 8 a Austràlia i el número 17 als Estats Units; el seu segon àlbum, Believe, va llançar-se mundialment a finals de 2009. El mateix any, la revista Elle va nomenar-la una de les «12 millors guitarristes elèctriques femenines». També va guanyar el premi Breakthrough Guitarist of the Year de 2010, organitzat per la revista Guitar International.

## Biografia
Orianthi Penny Panagaris va néixer a Austràlia, de pares grecs. Va començar a tocar el piano als tres anys i, animada pel seu pare, va passar a la guitarra acústica als sis anys. Quan tenia onze anys, es va dedicar a la guitarra elèctrica i va deixar la seva escola, Mercedes College, i es va matricular al Cabra Dominican College. També va assistir a l'escola de noies col·legiata de Sant Pere durant un curt període. Als 15 anys, es va centrar en escriure cançons i així va començar la seva carrera professional. Ha estat tocant en bandes des dels 14 anys i va actuar en el seu primer espectacle teatral per a Steve Vai als 15 anys. Orianthi va conèixer i va actuar amb Carlos Santana quan tenia 18 anys. Va convidar Orianthi a aixecar-se i tocar amb ell a la prova de so i després li va preguntar si s'uniria a ell a l'escenari aquella nit per tocar al seu concert a Adelaide, al Memorial Drive el 30 de març de 2003.
Orianthi va llançar de manera independent el seu àlbum d'estudi debut, Violet Journey el 2005, component tot el material, contribuint amb guitarra, veu i bateria a la majoria de talls. Va produir i barrejar el producte final al seu estudi a casa. Carlos Santana va atraure Orianthi a l'atenció de Paul Reed Smith, la qual cosa va portar al seu suport. Orianthi es va traslladar a Los Angeles, va signar amb Geffen Records a finals de 2006 i va arribar a un acord de gestió amb 19 Entertainment.
Orianthi ha fet un anunci per a Panasonic, que apareix a la cançó Now or Never de Bratz: The Movie, interpretada a l'Eric Clapton Crossroads Guitar Festival, va aparèixer a la secció de negocis del New York Times promocionant guitarres acústiques ecològiques, i obert per Steve Vai als EUA.

## Avenç
Orianthi va aparèixer a la 51a edició dels premis Grammy el febrer de 2009 com a guitarrista principal de Carrie Underwood, amb Underwood convidant Orianthi a ser membre de la seva banda. Després d'aquesta actuació (a més de les recomanacions dels professionals de la indústria), la direcció de Michael Jackson es va posar en contacte amb Orianthi per a una audició per als concerts de This Is It. Orianthi va ser, per tant, la guitarrista principal de Michael Jackson i va estar present en tots els assajos dels seus concerts This Is It abans de la seva mort. Pel que fa a ser escollida a mà per Jackson, va declarar:
| « | "No sé exactament per què em va triar, però van mirar els meus vídeos de YouTube i els va encantar. Tenia la seva selecció de guitarristes, però jo vaig entrar i li vaig tocar el sol de Beat It. Després estava tan feliç que es va aixecar i em va agafar del braç i va començar a caminar amunt i avall per la zona de l'escenari amb mi. Va dir: Pots actuar una vegada per a mi? i em va contractar aquella nit. M'agradaria que encara estigués per aquí. Em va fer creure més en mi mateixa i vaig aprendre moltíssim. Entrant-hi, vaig pensar que es tractaria de tocar solos de guitarra. Però la majoria tocava acords i ritmes funky." | » |

 Va tocar i cantar al Memorial de Jackson, televisat a nivell mundial en directe el 7 de juliol de 2009. Apareix a la pel·lícula This Is It de Michael Jackson, que narra els assajos de la gira i la mostra a ella i Jackson a l'escenari. Va presentar un premi als American Music Awards 2009, que Jackson va guanyar pòstumament. Orianthi també apareix a We Are the World 25 for Haiti - amb l'original coescrita i en part interpretada per Jackson. Toca la guitarra a la cançó Monster de Michael Jackson amb 50 Cent que va ser llançada per Michael el 14 de desembre de 2010.

## Carrera en solitari i col·laboracions

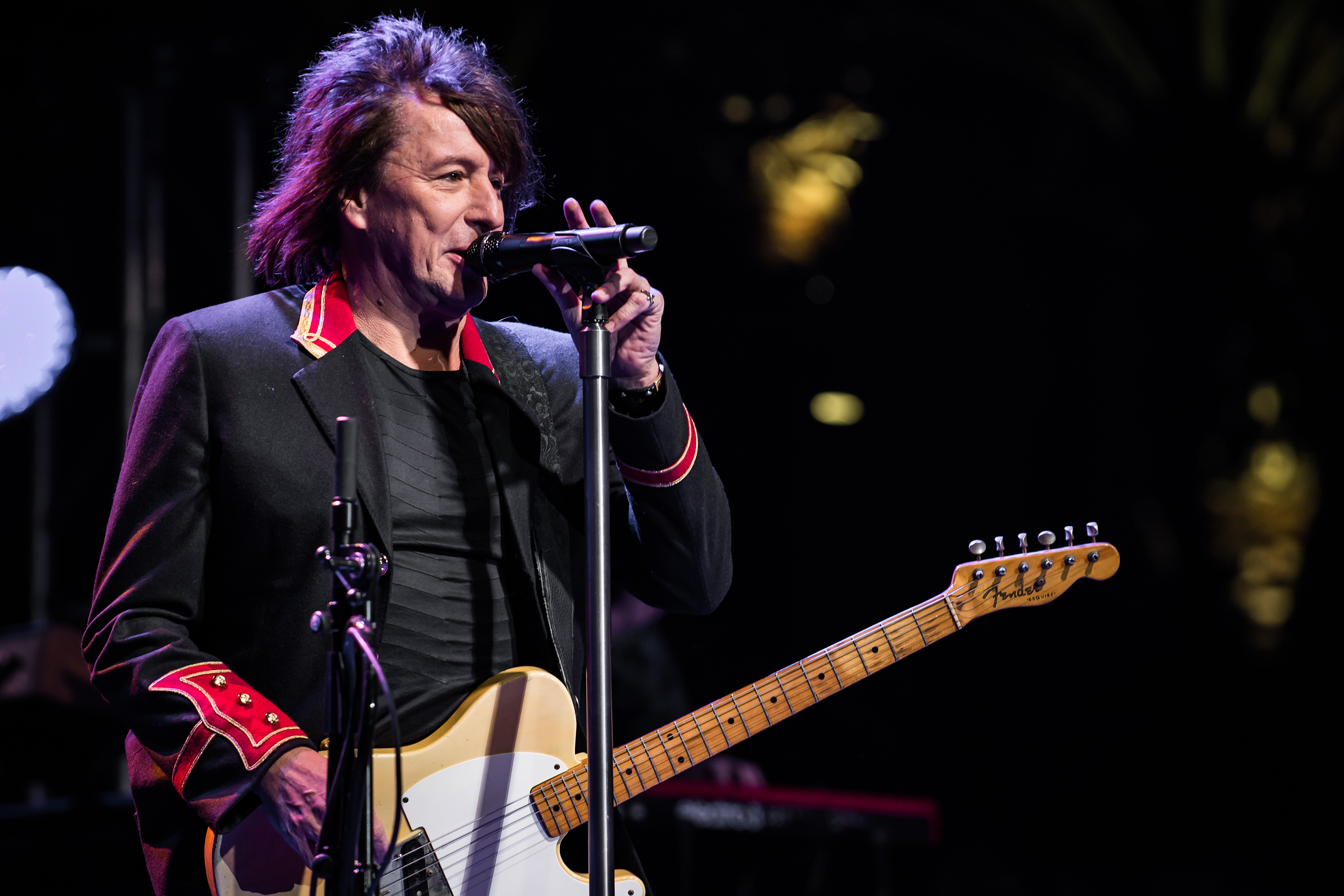
Richie Sambora + Orianthi, 01 19 2017

Orianthi va començar a treballar en el seu primer segell Believe el 2007, que va ser llançat a l'octubre de 2009. L'àlbum va produir el èxit mundial According to You, que va ser el single de la setmana i Tunes el 27 d'octubre de 2009, va arribar al número 2 als EUA. I en radiodifusió va arribar al número vuit a Austràlia, número tres al Japó i va aconseguir l'estatus de platí als EUA i Austràlia. El carismàtic instrument de rock Highly Strung amb Steve Vai es va convertir en un popular vídeo de YouTube amb milions de visualitzacions i pujant, i la seva cançó Suffocated va ser presentada a Guitar Hero: Warriors of Rock com a cançó reproduible. Orianthi va seguir amb un EP de quatre cançons que inclouen dos senzills Shut Up and Kiss Me i Courage.
Orianthi va aparèixer en diversos espectacles nocturns; sobretot, va aparèixer al programa d'American Idol, que es va emetre el 26 de març de 2010. El 2010, va fer nombroses gires, amb espectacles principals als EUA, Japó, Austràlia i Malàisia. També va obrir concerts per a altres artistes, com ara: John Mayer, Mika, Kid Rock, Daughtry i més de 30 dates per a la gira Glam Nation d'Adam Lambert amb l'antiga concursant d'Idol Allison Iraheta. Orianthi va actuar en diversos festivals de música i funcions benèfiques, sobretot a la marató Stand Up to Cancer.
Orianthi ha estat molt prolífica en col·laborar i ser presentada per molts artistes. Apareix al tercer senzill d'Iraheta Don't Waste the Pretty i a la cançó de Fefe Dobson Can't Breathe que apareix a l'àlbum Joy de Fefe Dobson publicat el novembre de 2010. Ha afirmat que la gent amb qui ha col·laborat (és a dir, Allison Iraheta i Lacey Mosley) són algunes de les seves millors amigues.
Va gravar per a la cançó Sadda Haq composta pel compositor guanyador del premi de l'Acadèmia A. R. Rahman per a una banda sonora de la pel·lícula de Bollywood 2011 Rockstar. La cançó es va fer molt popular i va obtenir una important cobertura mediàtica a l'Índia per a Orianthi, sent citada pel seu temps com a guitarrista principal de Michael Jackson.
El 12 d'octubre de 2011, l'EP de 5 cançons Fire, produït per Dave Stewart, va ser llançat com a descàrrega d'iTunes.
El seu tercer àlbum d'estudi, Heaven in This Hell, va ser llançat el 12 de març de 2013.
Orianthi es va unir al supergrup Hollywood Vampires en la cançó Whole Lotta Love de l'àlbum debut homònim de la banda el 2015.
L'octubre de 2016, Orianthi va aparèixer a l'entreteniment previ a l'actuació de la Gran Final de la NRL de 2016 al costat de Richie Sambora. La seva actuació va rebre crítiques diverses, i Sambora va defensar la seva actuació l'endemà a Twitter.
El 29 de setembre de 2017, Orianthi i Richie Sambora van llançar un EP de cinc cançons anomenat Rise amb el nom RSO (acrònim de les inicials dels dos membres). Van llançar un altre EP Making History el 15 de desembre de 2017 i el seu àlbum debut Radio Free America es va publicar l'11 de maig de 2018. La banda va actuar al cinquè episodi de l'onzena temporada de la sèrie d'actuació de PBS Soundstage, que es va estrenar el 3 de maig de 2018.
Orianthi apareix a la cançó Limelight de l'àlbum American Rock and Roll de Don Felder, publicat l'abril de 2019. El 31 d'agost de 2020 es va anunciar un nou àlbum, O: va ser llançat a través de Frontiers Records el 6 de novembre, produït per Marti Frederiksen i va ser precedit pel senzill Sinners Hymn.

## Guitarrista de gira
Orianthi actuant amb Alice Cooper durant la Halloween Night of Horror d'Alice Cooper el 2012. El 29 d'agost de 2011, Orianthi va ser anunciada com la nova guitarrista d'Alice Cooper. Va substituir a Damon Johnson, que ara és membre de Thin Lizzy. Va ser la primera dona membre de la banda d'Alice Cooper. Orianthi va fer dues gires mundials amb Alice Cooper, però va dimitir el juny de 2014 i va ser substituïda per Nita Strauss. La seva marxa va provocar una fractura entre ella i les respectives bases de fans de Strauss, encara que les dues guitarristes continuen sen amigues.
Orianthi ha aparegut com a guitarrista d'altres estrelles, com ara espectacles amb Michael Bolton, Dave Stewart i James Durbin. També va aparèixer a la 12a temporada de 7 setmanes d'American Idol el 3 d'abril de 2013 per tocar la guitarra per a cadascuna de les actuacions. Un mes més tard Orianthi va interpretar Fine China amb Chris Brown als Billboard Music Awards 2013, i el 8 de desembre d'aquell mateix any va retre homenatge a Carlos Santana, actuant a la gala dels honors del Kennedy Center. Va passar la major part del 2013-2015 de gira amb Dave Stewart, va començar BeMyBand i va llançar una cançó. El 2014, es va unir a Richie Sambora per a la seva gira en solitari a Austràlia i Europa. El 2016, els dos van fer una gira amb el nom de RSO a Austràlia, Amèrica del Sud i el Regne Unit.

## Filantropia
Orianthi es va reunir amb estudiants de Little Kids Rock a la fira anual de comerciants de música (NAMM) l'any 2010 després d'obrir per a ella. Els nens li van donar una guitarra acústica que van autografiar i es va unir a la Junta Honorífica de LKR.